# Плавуш
Плавуш (мкд. Плавуш, тур. Plavuş) је насеље у Северној Македонији, у југоисточном делу државе. Плавуш је насеље у оквиру општине Валандово.

## Географија
Плавуш је смештен у југоисточном делу Северне Македоније. Од најближег града, Валандова, насеље је удаљено 15 km северно.
Насеље Плавуш се налази у историјској области Бојмија. Насеље је положено на јужним падинама истоимене планине Плавуш, на приближно 510 метара надморске висине.
Месна клима је измењена континентална са значајним утицајем Егејског мора (жарка лета).

## Становништво
Плавуш је према последњем попису из 2002. године био без становника.
Већинско становништво у насељу били су Турци (спонтано се иселили у матицу после Другог светског рата), а претежна вероисповест месног становништва ислам.